# Limburg an der Lahn
Limburg an der Lahn, hivatalos nevén Limburg a. d. Lahn település Németországban, Hessen tartományban. Lakosainak száma 36 506 fő (2023. december 31.).

## Fekvése
A Lahn folyó mentén, a termékeny limburgi medencében fekvő település.

## Leírása

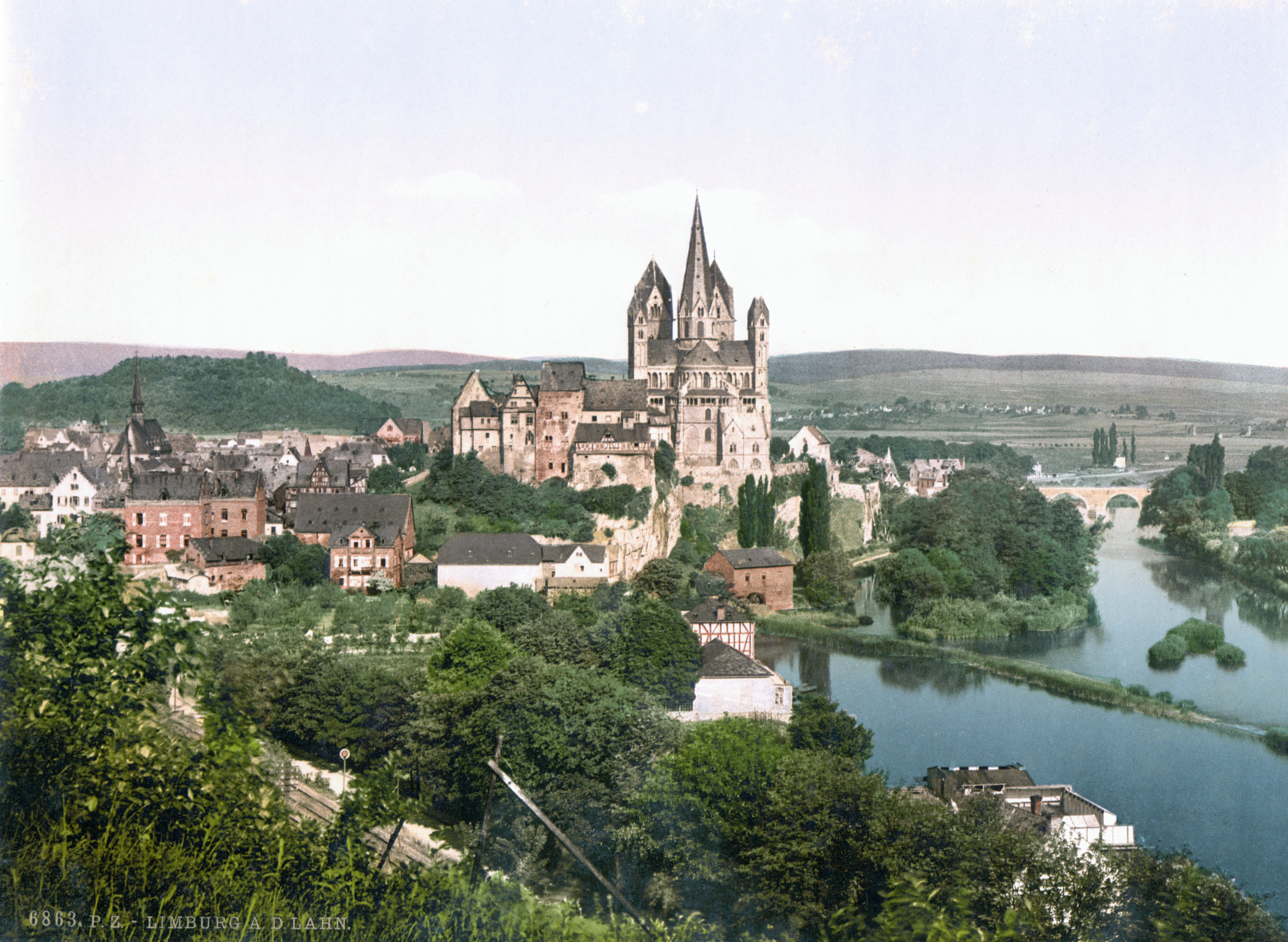

A település a középkorban fontos átkelőhely volt. Az Óváros középkorból (16-18. század) fennmaradt szépen díszített  favázas házai festői látványt nyújtanak. A városképet a dóm látványa uralja, mely legjobban a Lahn folyón átívelő hídról látható.
A Szent György-dóm (St.-Georges-Dom) egy kiugró sziklatömbre épült, a dóm a Németország szerte 1210- és 1250 között kedvelt úgynevezett román-gótikus átmeneti stílus legismertebb példája.

## Nevezetességek
- Szent György Dóm (St.-Georges-Dom)
- Favázas házak

## Galéria

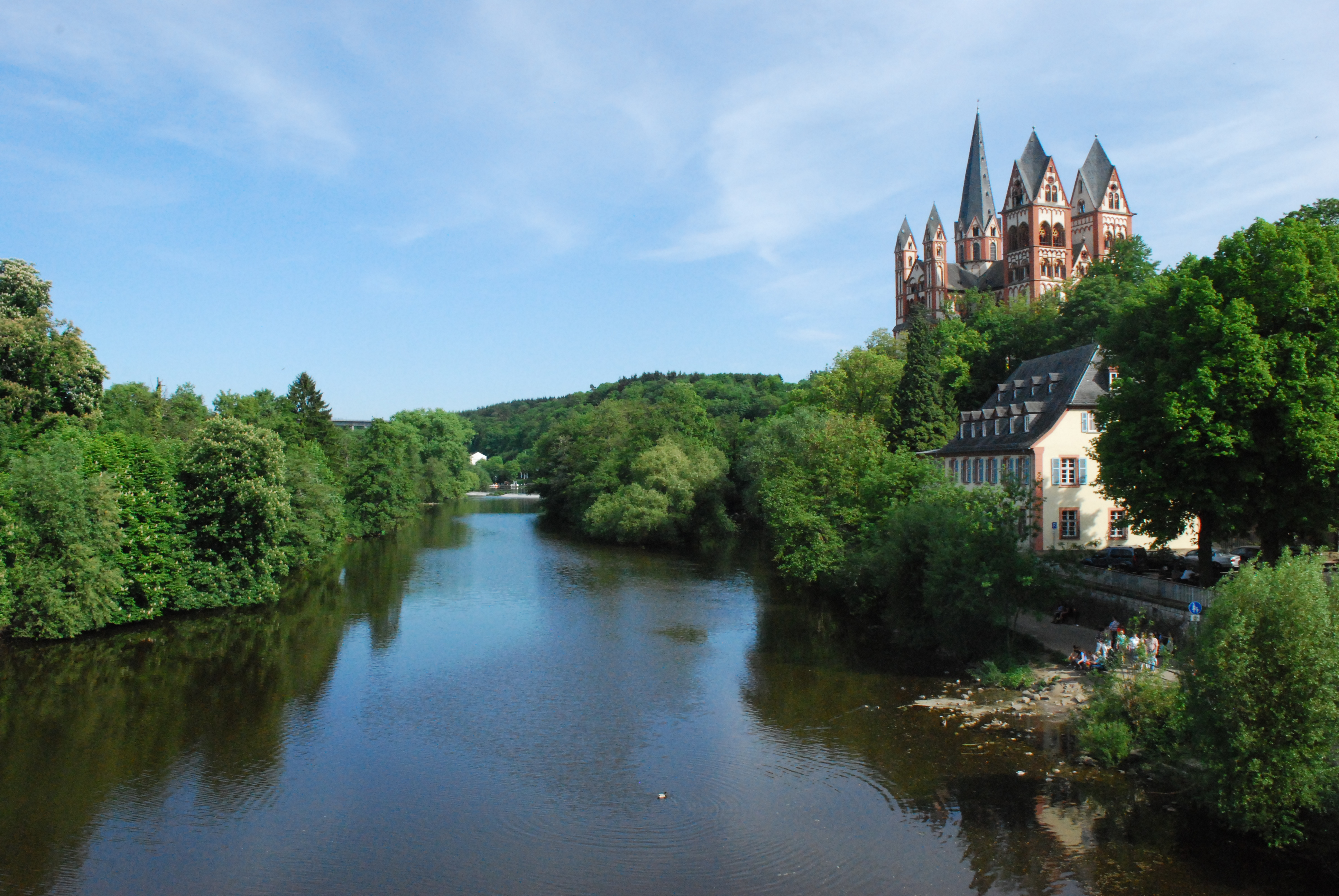
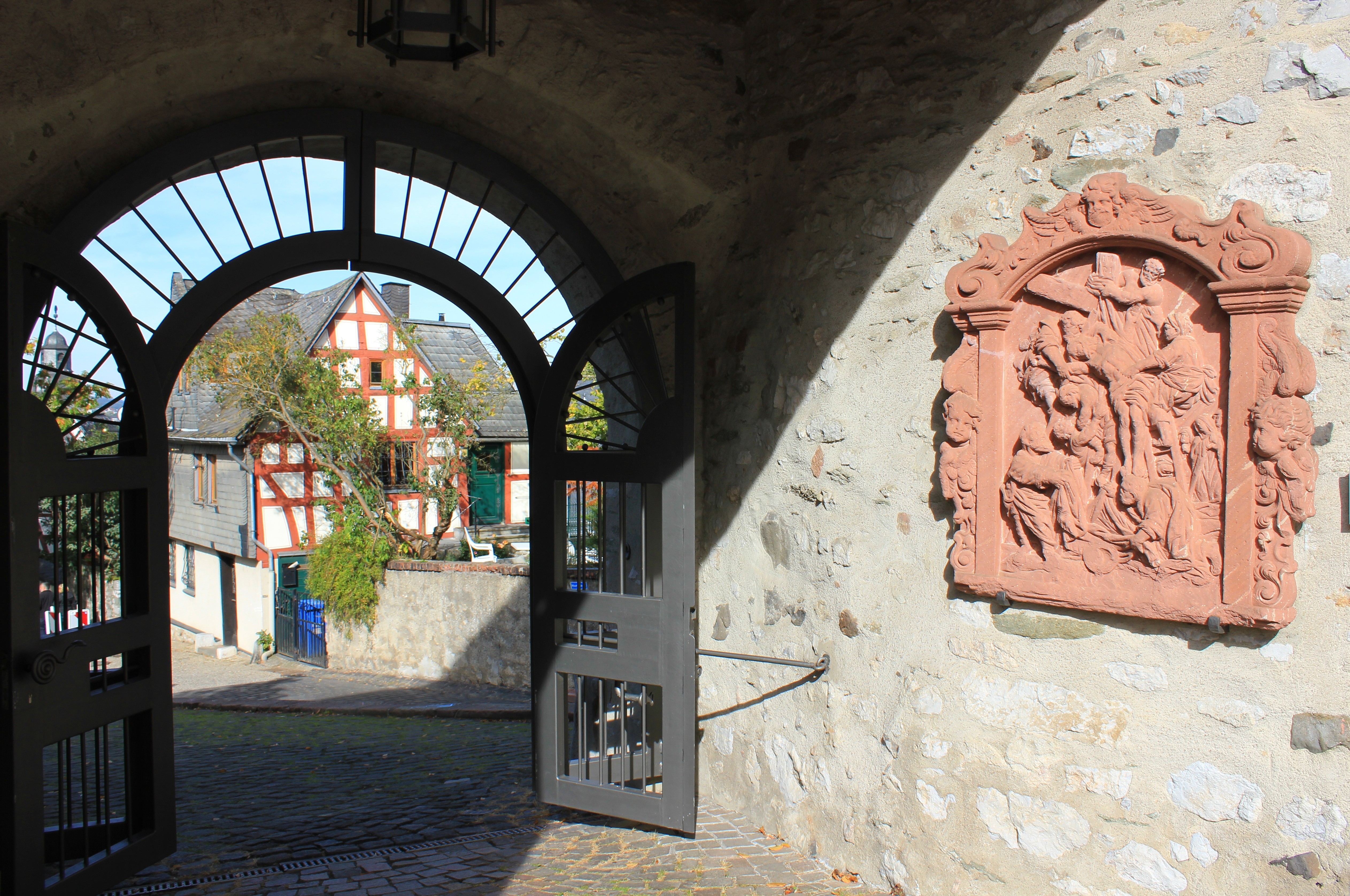
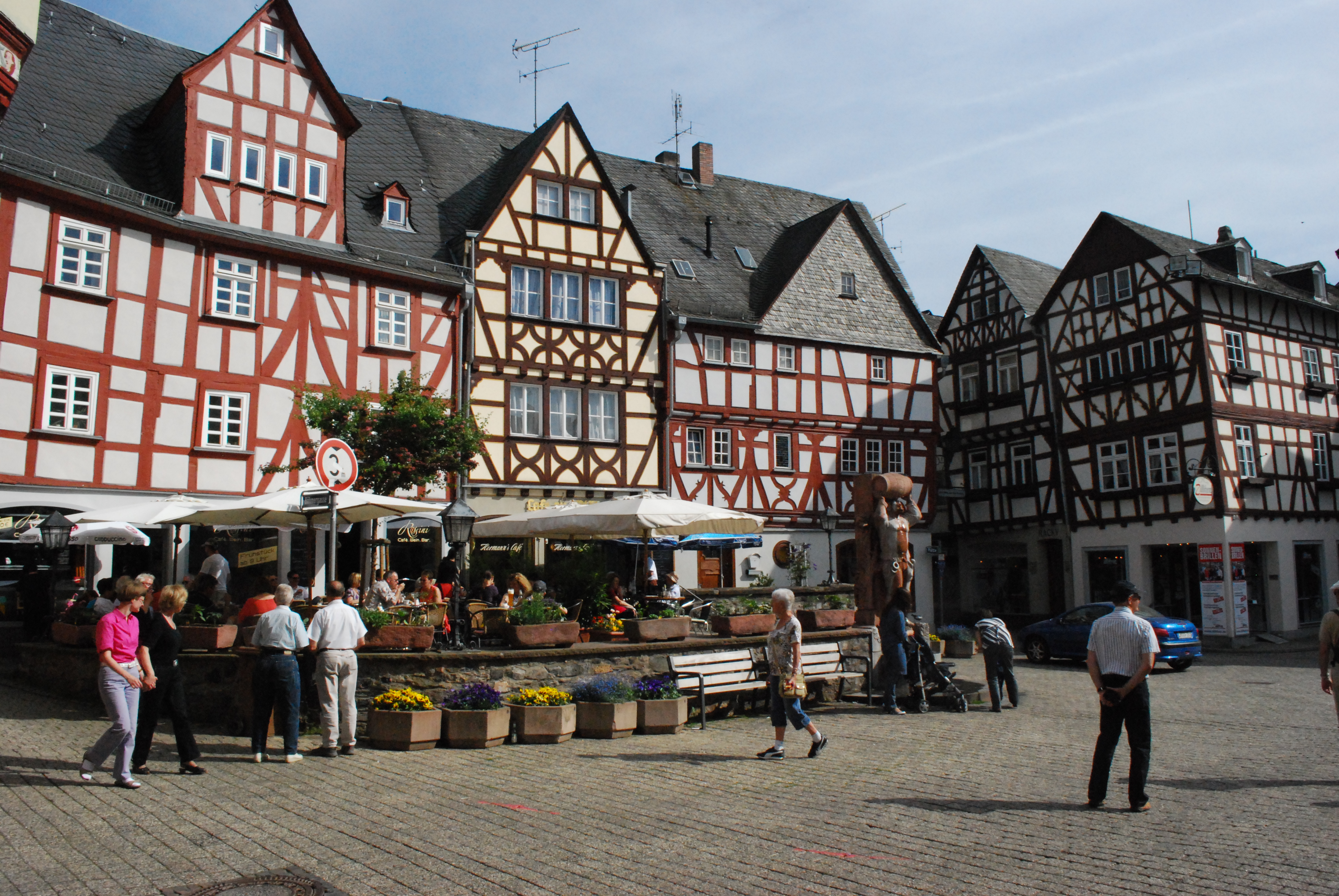
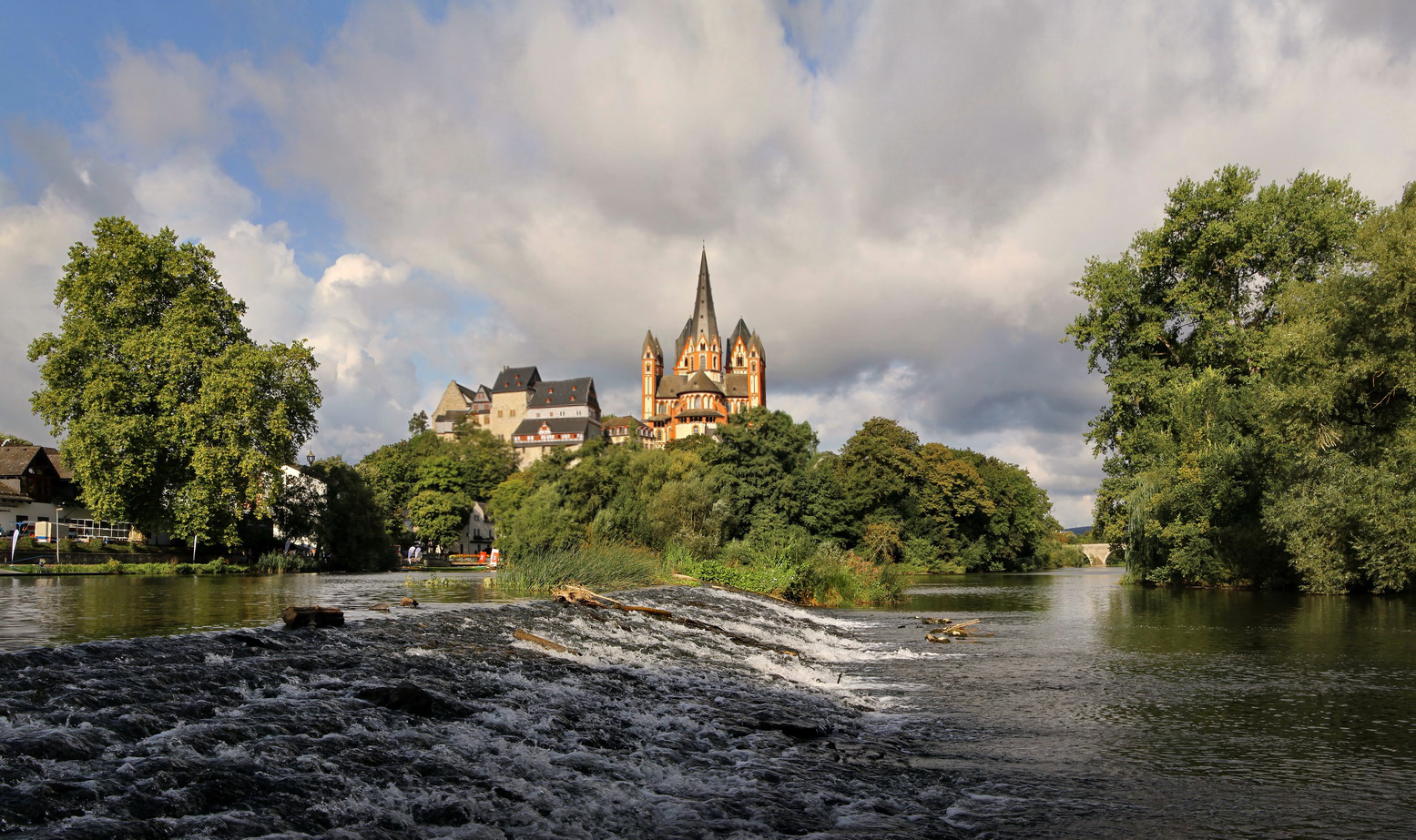
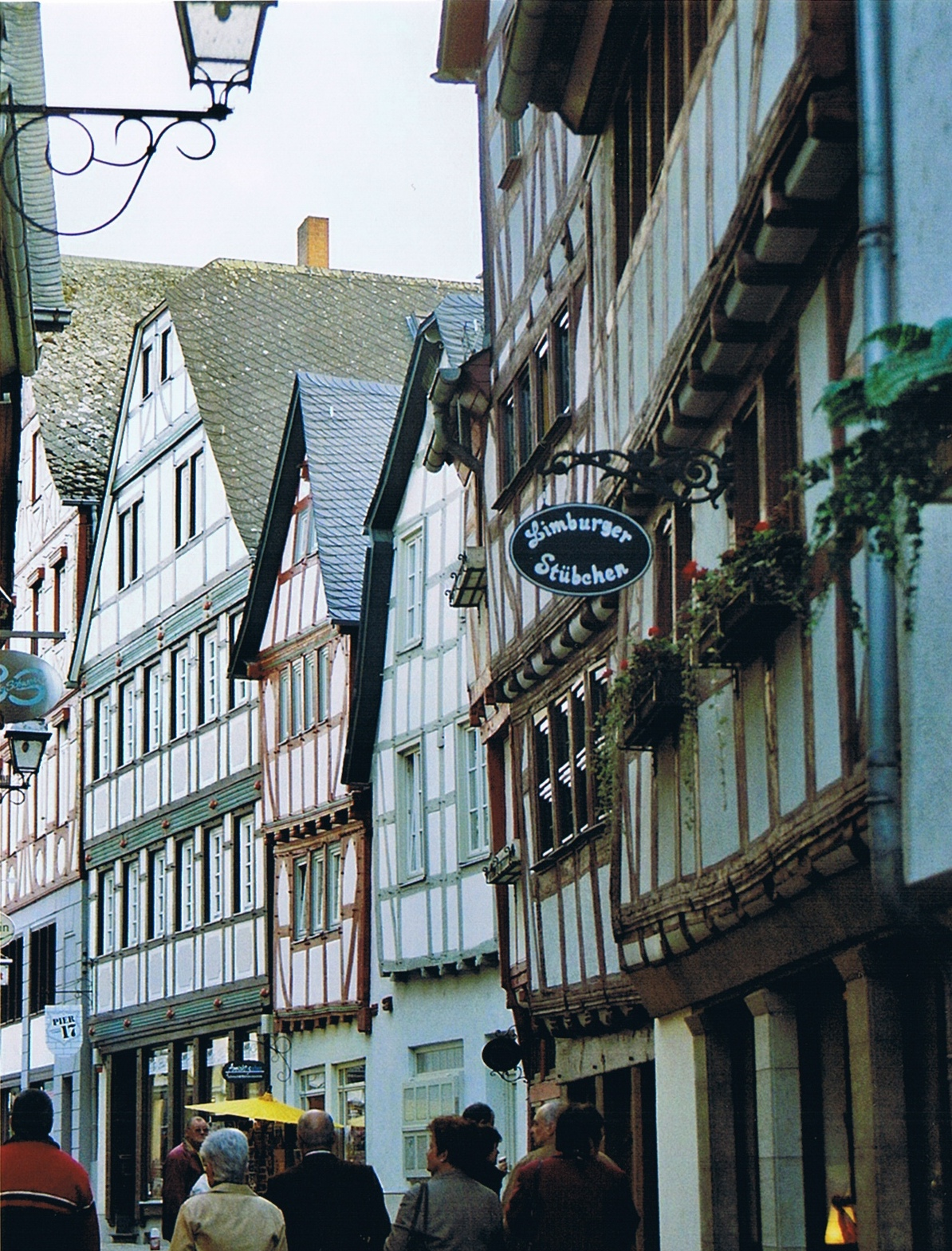
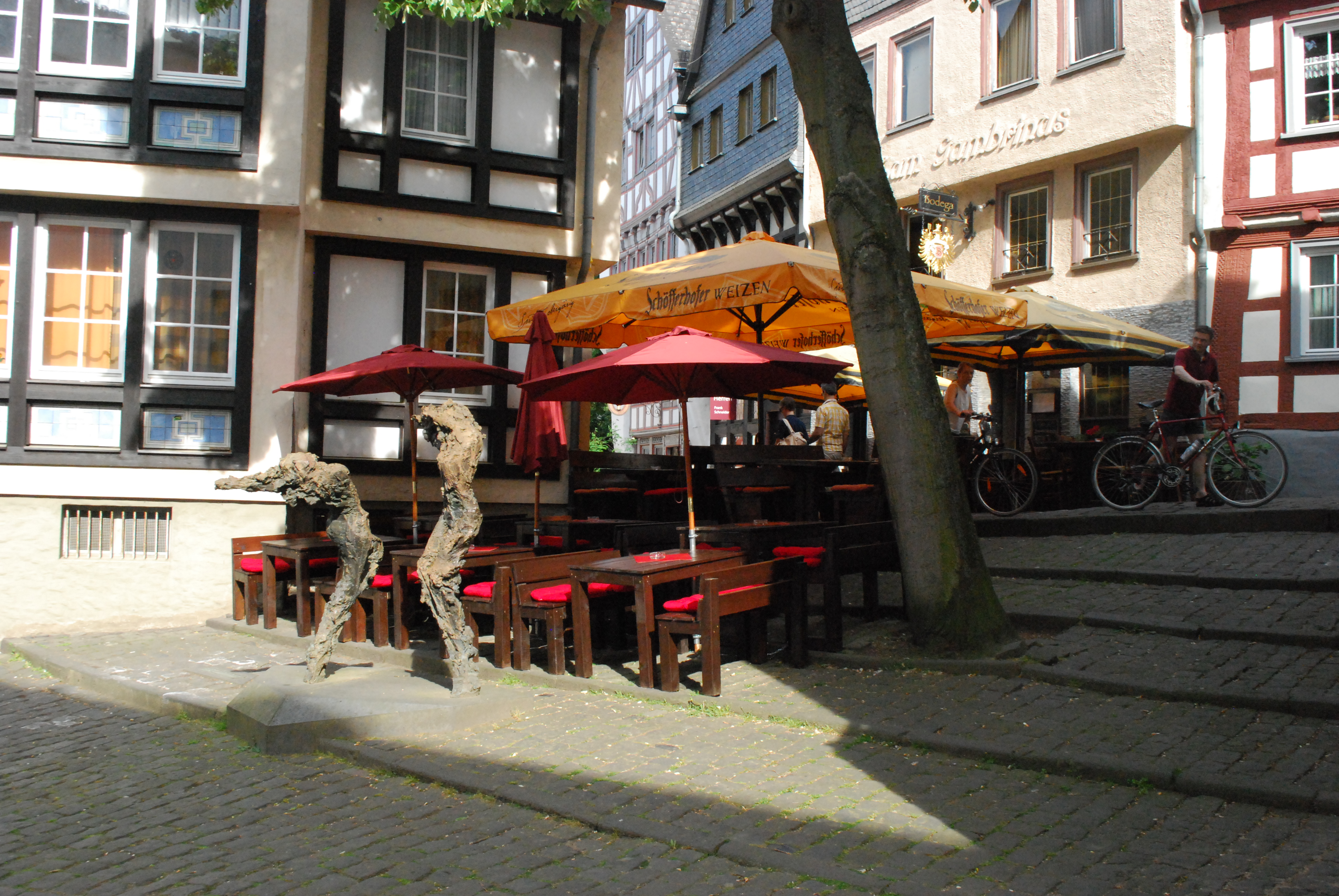
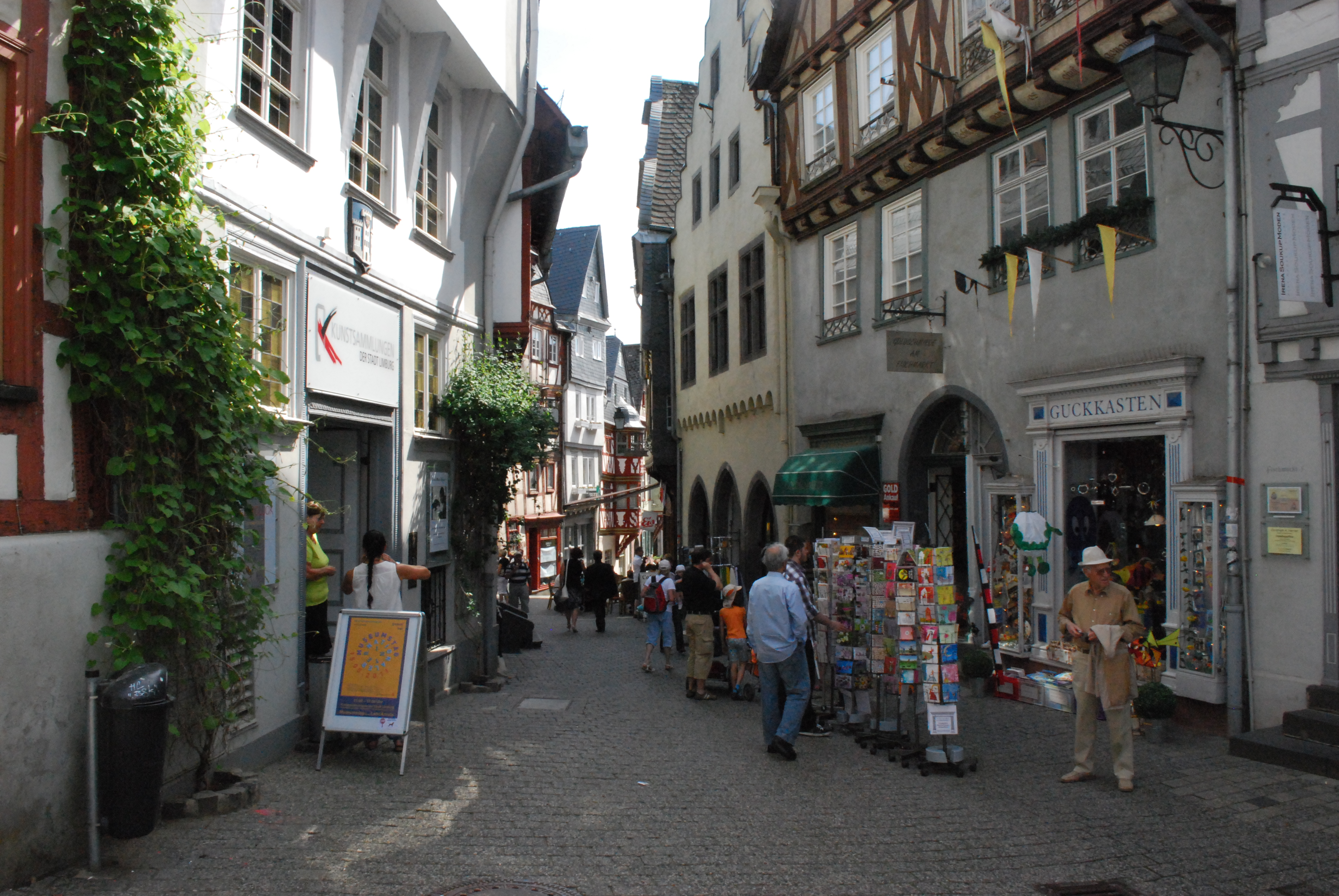
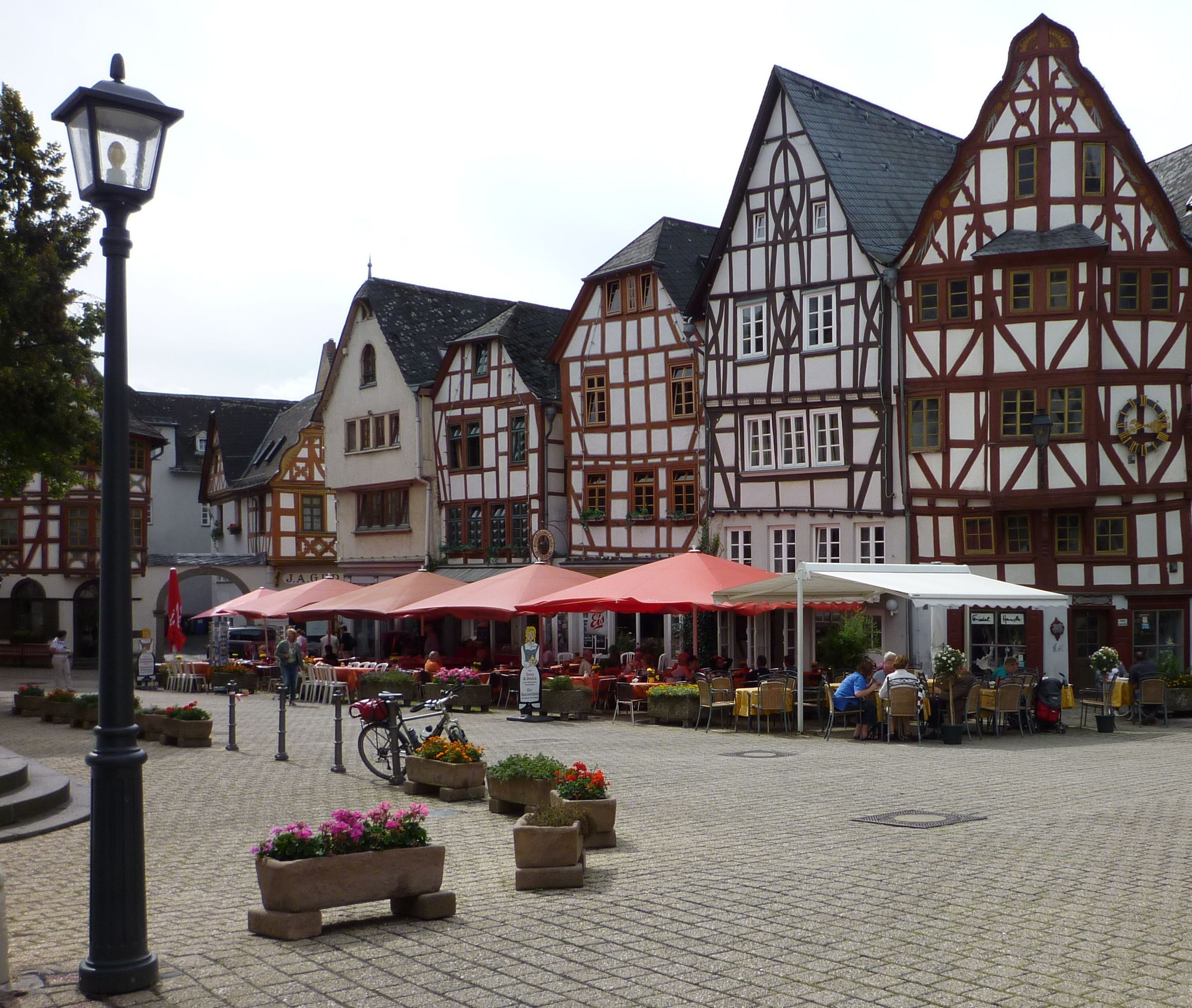
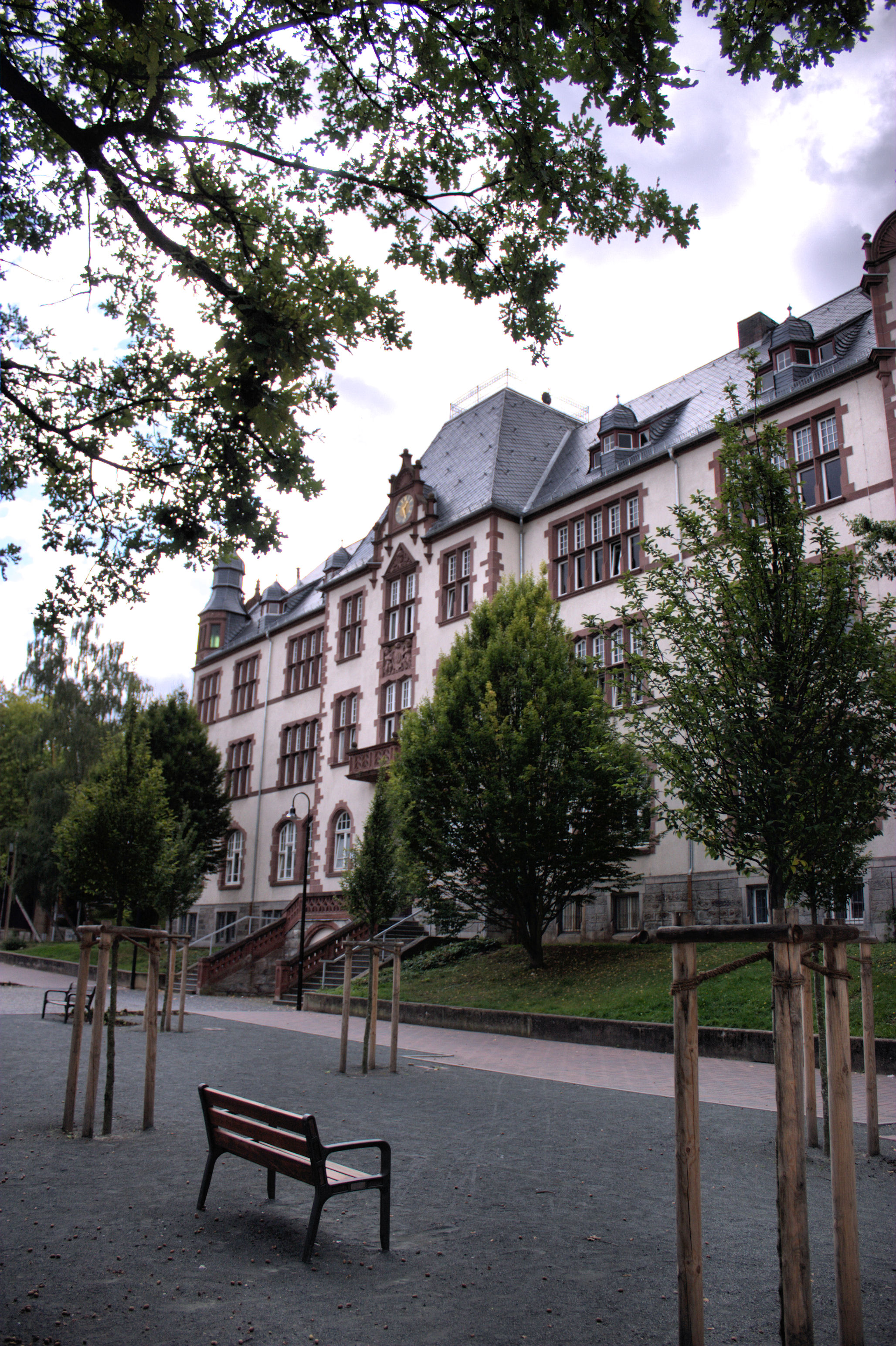
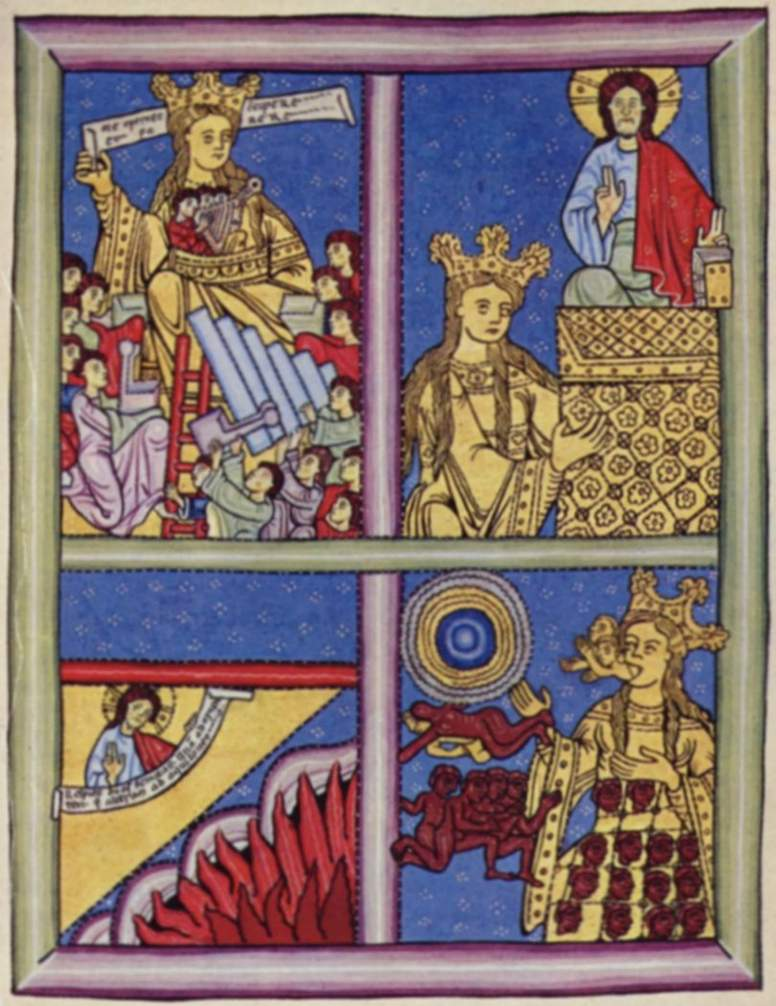
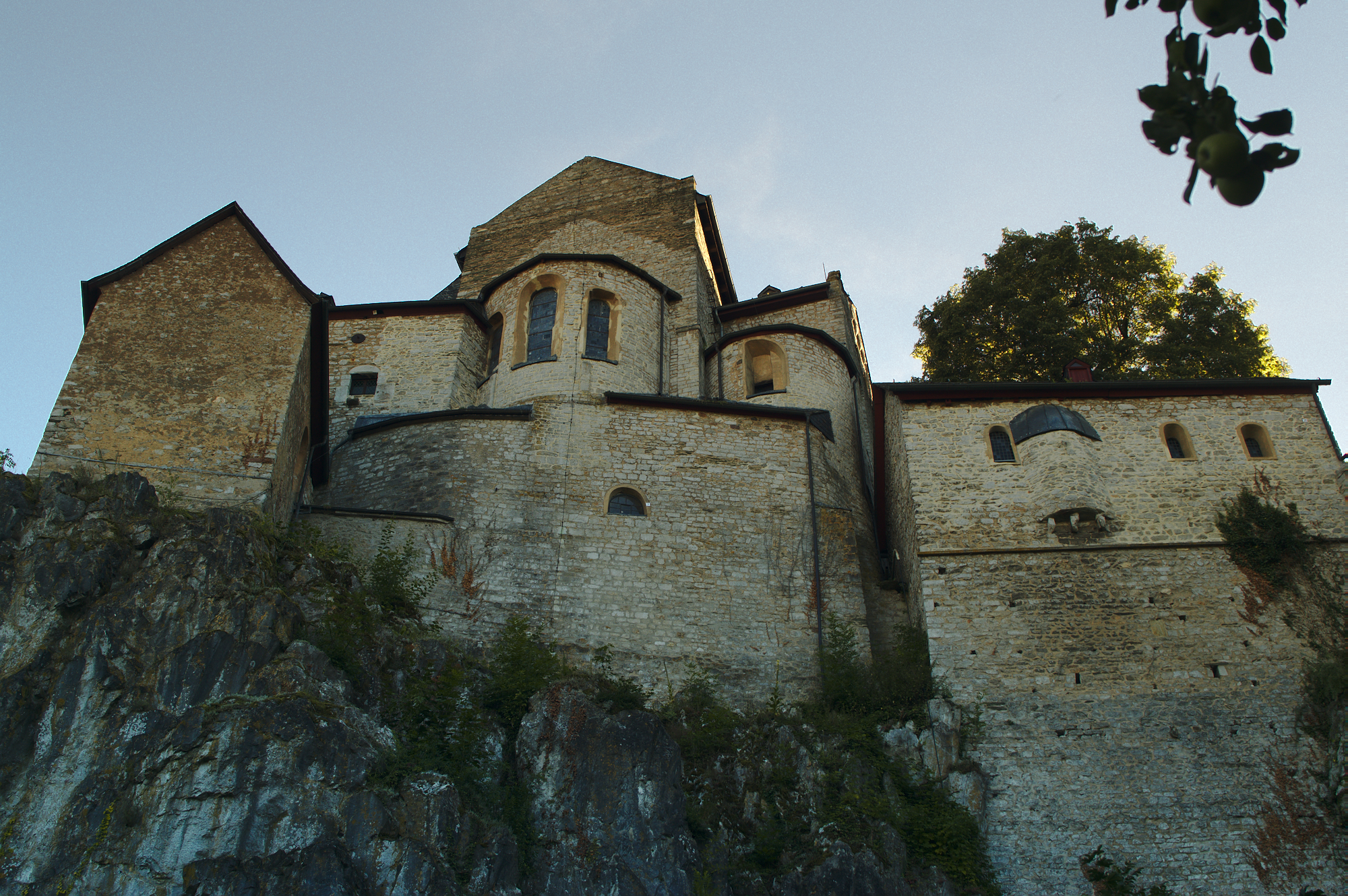
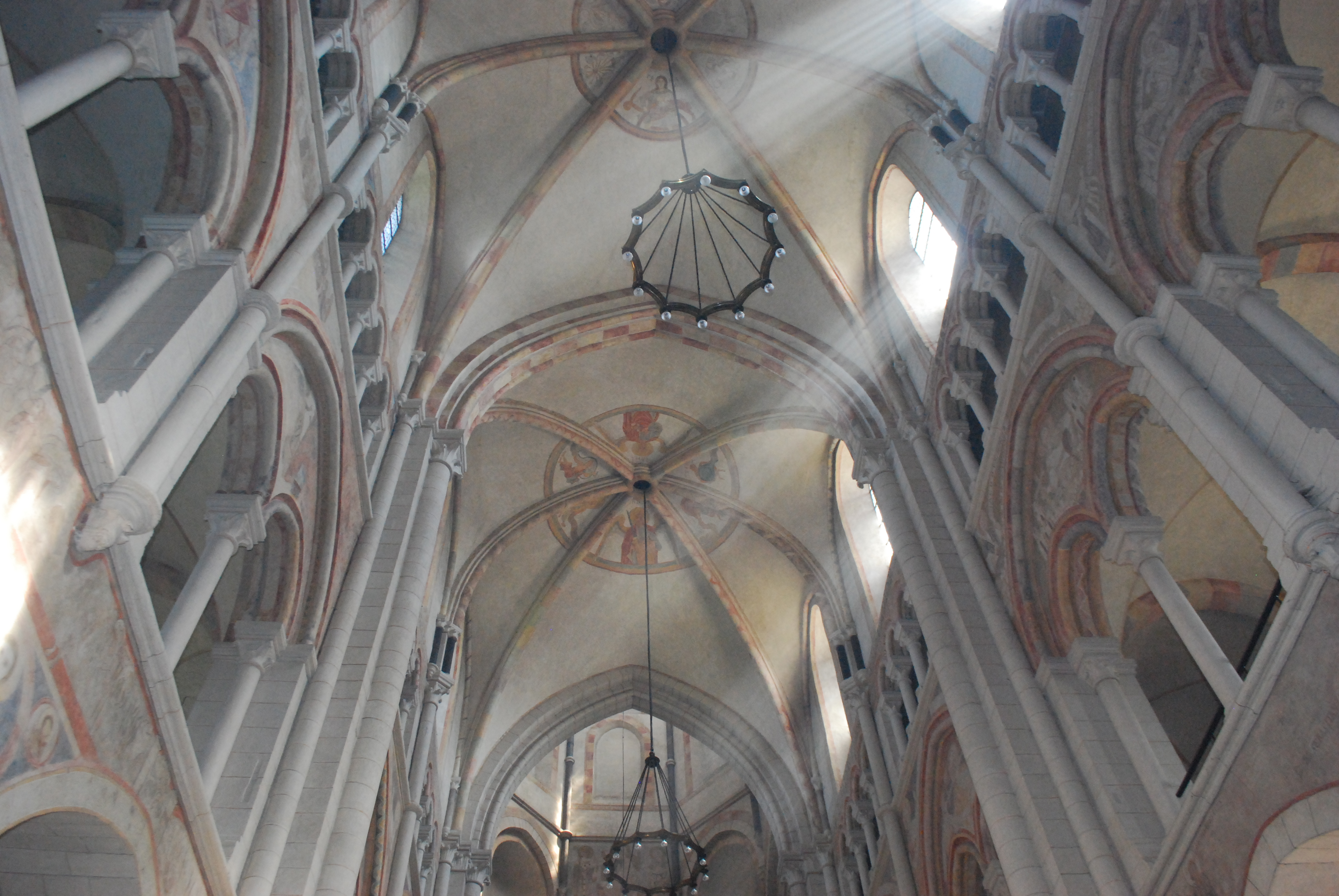

## Megközelítése

### Vasúton
A település közelében halad el a Köln–Frankfurt nagysebességű vasútvonal, érintve Limburg Süd vasútállomást.